# Cimetière d'Homewood

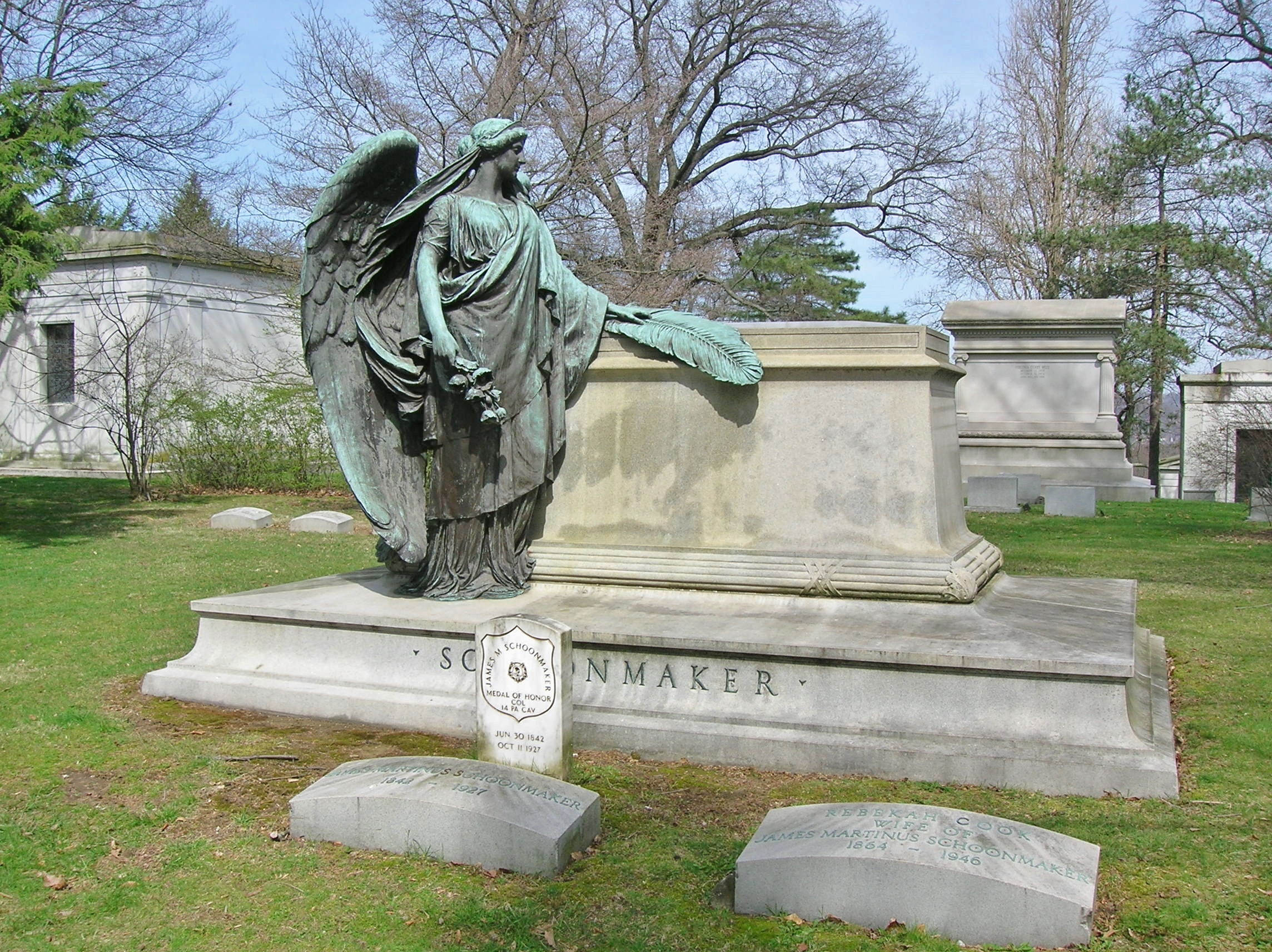
Monument funéraire de (sculpture de Jakob Otto Schweizer).

Le Cimetière d'Homewood est un cimetière historique de Pittsburgh, dans l'État américain de Pennsylvanie. Il est situé à Point Breeze et bordé par Frick Park (en), le quartier de Squirrel Hill (en) et le cimetière de Smithfield, plus petit.
Il a été créé en 1878 sur les 2,6 km2 de la propriété de l'homme politique William Wilkins (en), Homewood.

## Inhumés notables

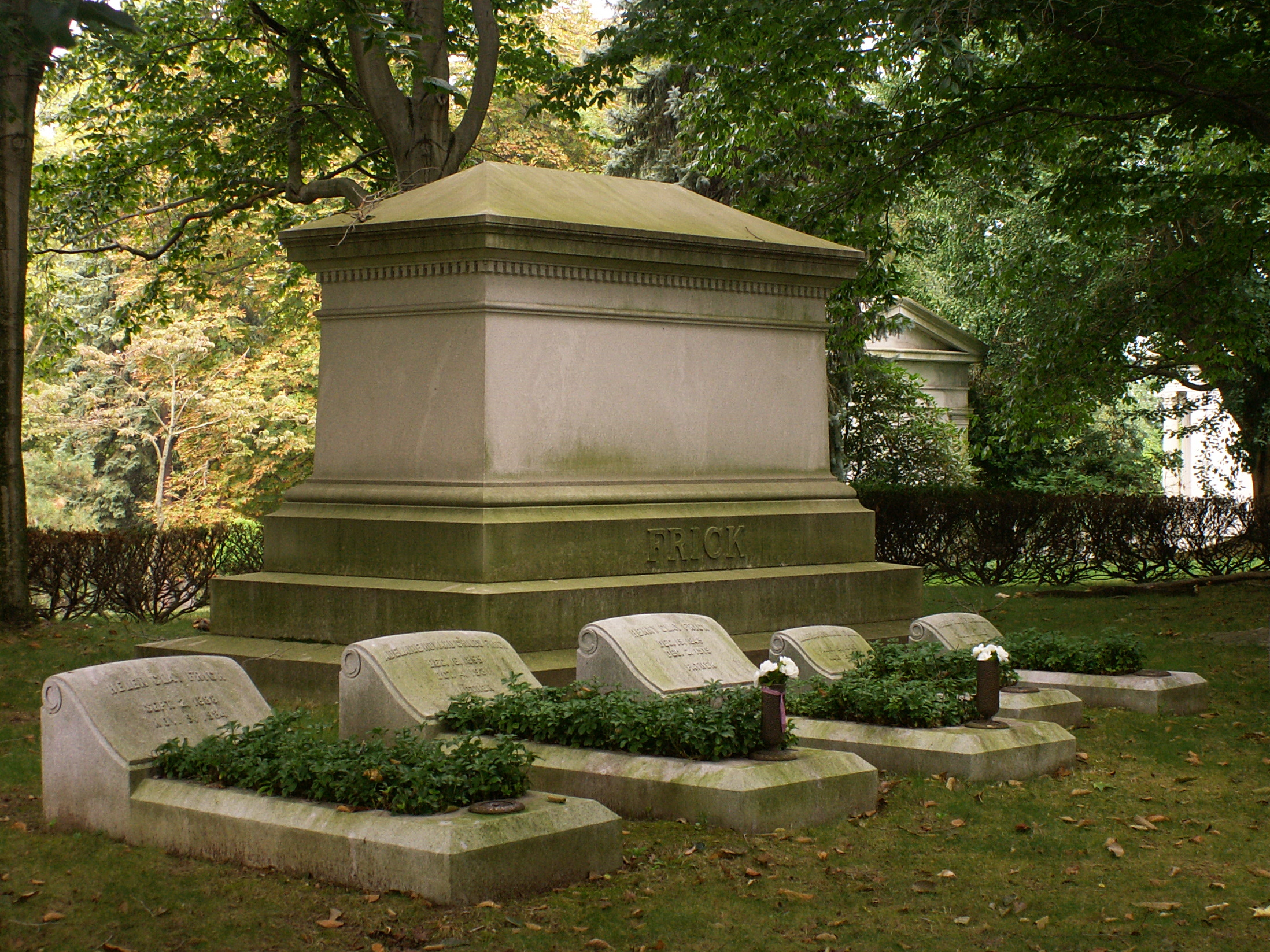
Concession de la famille Frick.

- David Lytle Clark (1864–1939), homme d'affaires, créateur des barres chocolatées Clark & Zagnut (en).
- Bertha Lamme Feicht (1869—1943), première femme ingénieure diplômée de l'Université d'État de l'Ohio et première ingénieure employée par Westinghouse.
- William Flinn (en) (1851–1924), homme politique.
- Henry Clay Frick (1849–1919), industriel et collectionneur d'art, fondateur du South Fork Fishing and Hunting Club (en).
  - Childs Frick (1883—1965), paléontologue, son fils.
  - Helen Clay Frick (en) (1888–1984), philanthrope et collectionneuse, fille d'Henry Clay Frick.
- Henry P. Ford (en) (1837–1905), maire de Pittsburgh de 1896 à 1899.
- Erroll Garner (1921–1977), pianiste et compositeur de jazz.
- Teenie Harris (en) (1908–1998), photographe afro-américain.
- H. J. Heinz II (en) (1908–1987), industriel[3].
  - H. John Heinz III (1938–1991), sénateur des États-Unis[4], son fils.
- George Hetzel (en) (1826–1899), peintre de portraits et de paysages.
- Michael Late Benedum (en) (1869—1959), homme d'affaires, cofondateur de la Benedum-Trees Oil Company.
- John Barrett Kerfoot (en) (1816–1881), premier Évêque de l'église épiscopalienne à Pittsburgh.
- Perle Mesta (1889–1975), ambassadrice américaine au Luxembourg de 1949 à 53, importante personnalité mondaine de Washington sous les présidences Eisenhower et Nixon.
- Mac Miller (1992–2018), rappeur, chanteur et producteur de disque[5].
- Alvin P. Shapiro (en) (1920–1998), médecin et éducateur.
- Stephen Varzaly (en) (1890–1957), prêtre, journaliste et activiste ruthène.
- Ernest T. Weir (en), fondateur de Weirton Steel (en) et de National Steel (en)[6].
- William Wilkins (en) (1779–1865), sénateur des États-Unis[7].

### Sportifs
- Chuck Cooper (1926–1984), premier joueur afro-américain drafté par la NBA[8].
- Bill Bishop (1869–1932), joueur de baseball.
- Pie Traynor (1899–1972), joueur de baseball[9].
- Jock Sutherland (en) (1889–1948), entraîneur de football américain.

## Galerie de photos

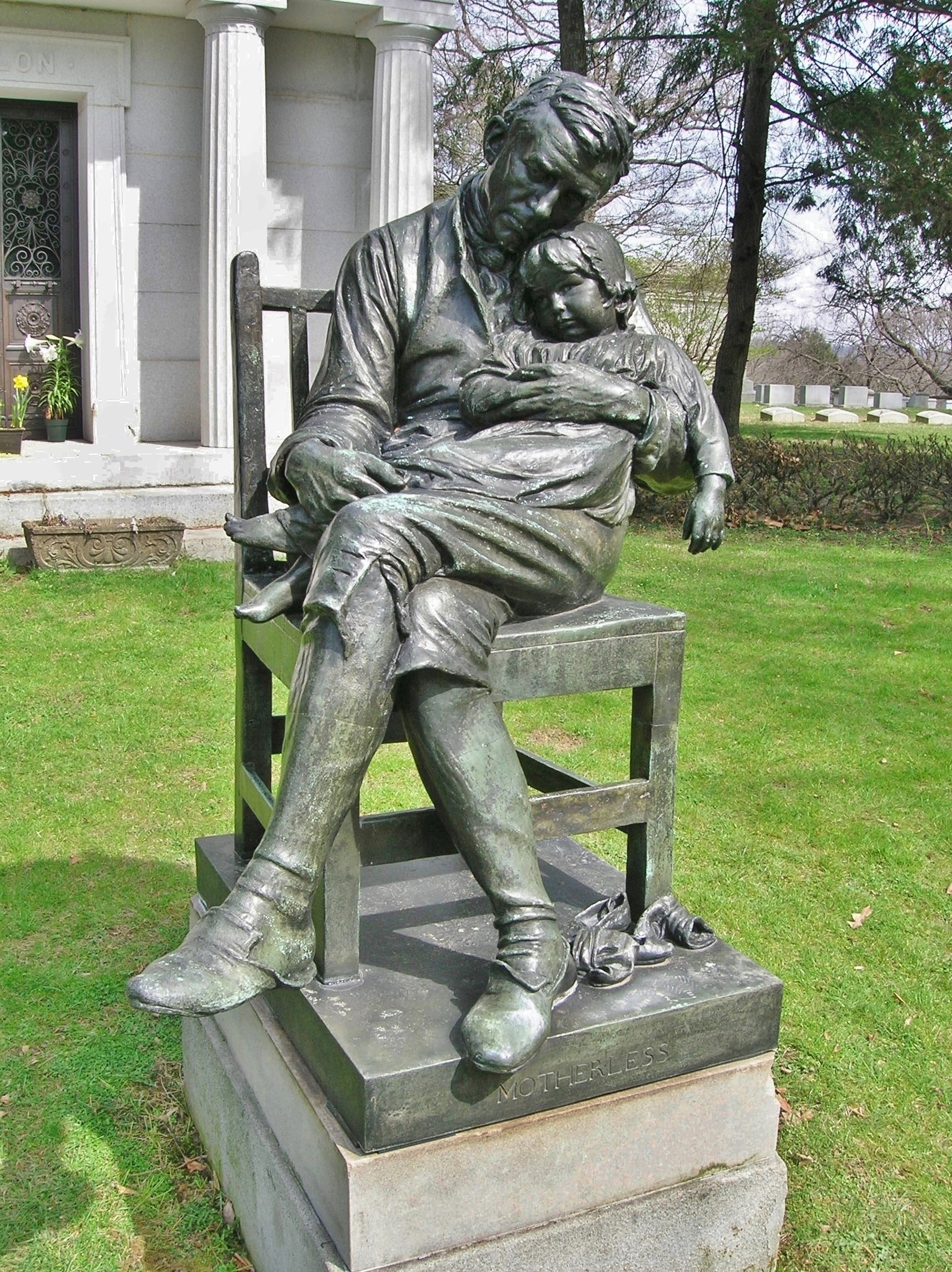
Motherless, par George Anderson Lawson (en) (1897)
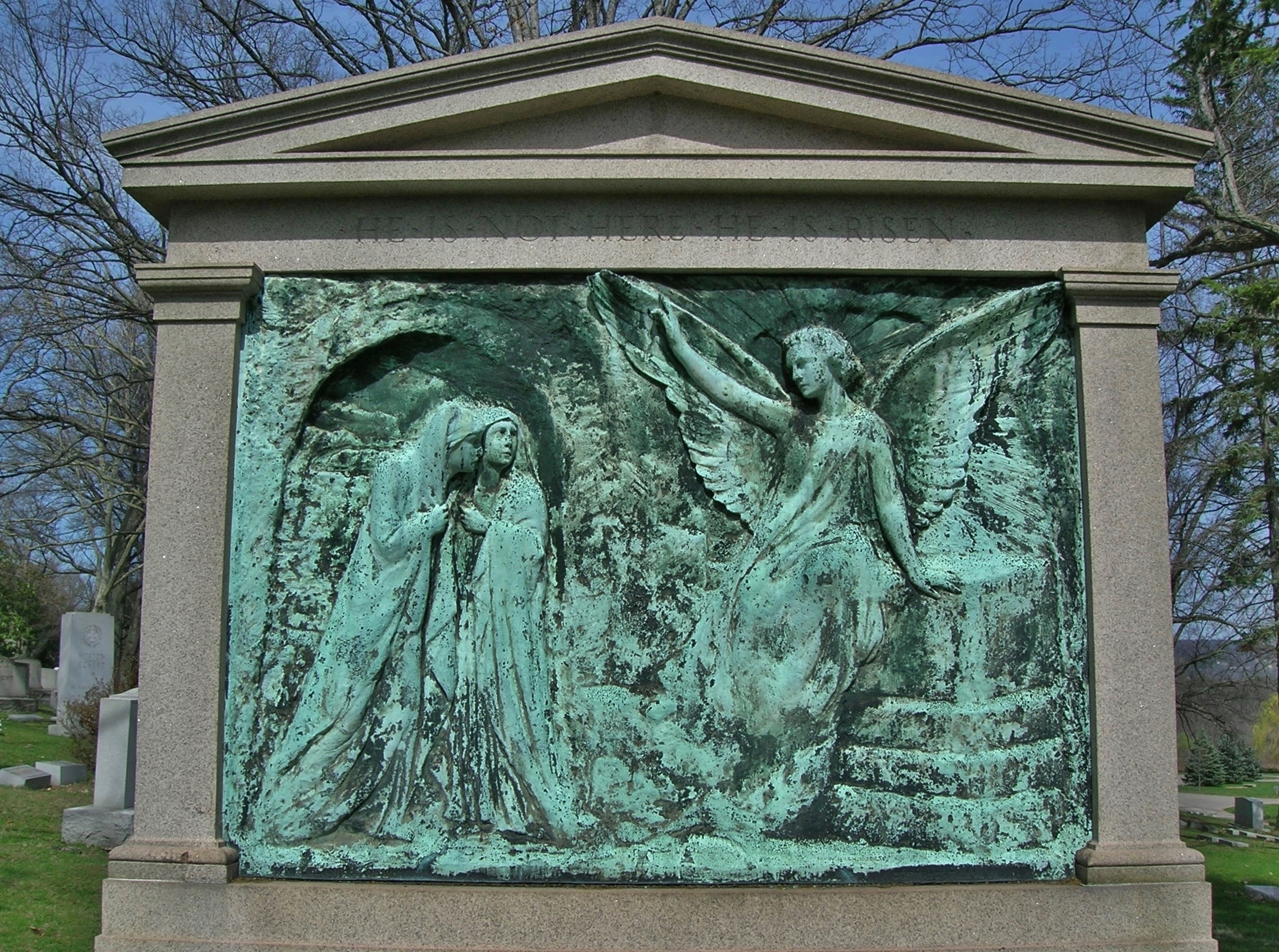
Bas-relief de Max Bachmann sur le monument funéraire Walker (ca. 1918-1921).